# Pulsares de rayos x
Los Púlsares de rayos x son sistemas de estrellas binarias que se componen de un púlsar y de una estrella normalmente joven de tipo O y B.

La estrella primaria emite viento estelar de su superficie y radiación y estos son atrapados por la estrella compañera y esta produce rayos x.

El primer Pulsar de rayos x es el estrella compacta situada en el sistema Cen X-3.
- Datos: Q6092741